# Cvetkovci
Cvetkovci ist ein 460 Einwohner (2002) zählendes Dorf in Slowenien. Es liegt in der Untersteiermark und gehört zur Gemeinde Ormož. Der ursprünglich Maierhof genannte Ort wurde unter diesem Namen zum ersten Mal im Jahre 1320 erwähnt. 
Auf dem Gebiet des Ortes gibt es Überreste einer römischen Straße, die von Poetovio nach Savaria (Szombathely) führte. Heute liegt das Dorf unmittelbar an der Bundesstraße Ptuj–Ormož, nördlich davon verläuft die Bahnstrecke Pragersko–Budapest, an welcher sich der Betriebsbahnhof Cvetkovci befindet. Der nächste Haltepunkt Osluševci ist etwa anderthalb Kilometer entfernt. Der Ort grenzt an die Dörfer Osluševci, Podgorci und Trgovišče. Im Süden grenzt er an die Republik Kroatien. Durch das Dorf fließen zwei Flüsse, die Pesnica (deutsch Pößnitz) und die Drava (Drau). Das Dorf besteht aus fünf Dorfteilen: dem Unter- und Oberdorf, Trnje, Dobrava und Otok. 
Die Hauptbeschäftigung der Bewohner im Dorf ist die Landwirtschaft; viele Bewohner arbeiten in den benachbarten Städten Ormož und Ptuj.